# فيليب نيتزر
فيليب نيتزر (بالألمانية: Philipp Netzer) هو لاعب كرة قدم نمساوي في مركز الوسط، ولد في 2 أكتوبر 1985 في بريغنز في النمسا. لعب مع أوستريا فيينا ونادي رايندورف آلتاخ.

## وصلات خارجية
- فيليب نيتزر على موقع قاعدة بيانات كرة القدم.إي يو (الإنجليزية)
- فيليب نيتزر على موقع Soccerbase.com (لاعب) (الإنجليزية)
- فيليب نيتزر على موقع Soccerway.com (الإنجليزية)
- فيليب نيتزر على موقع عالم كرة القدم.نت (الإنجليزية)